# Schommelstoel

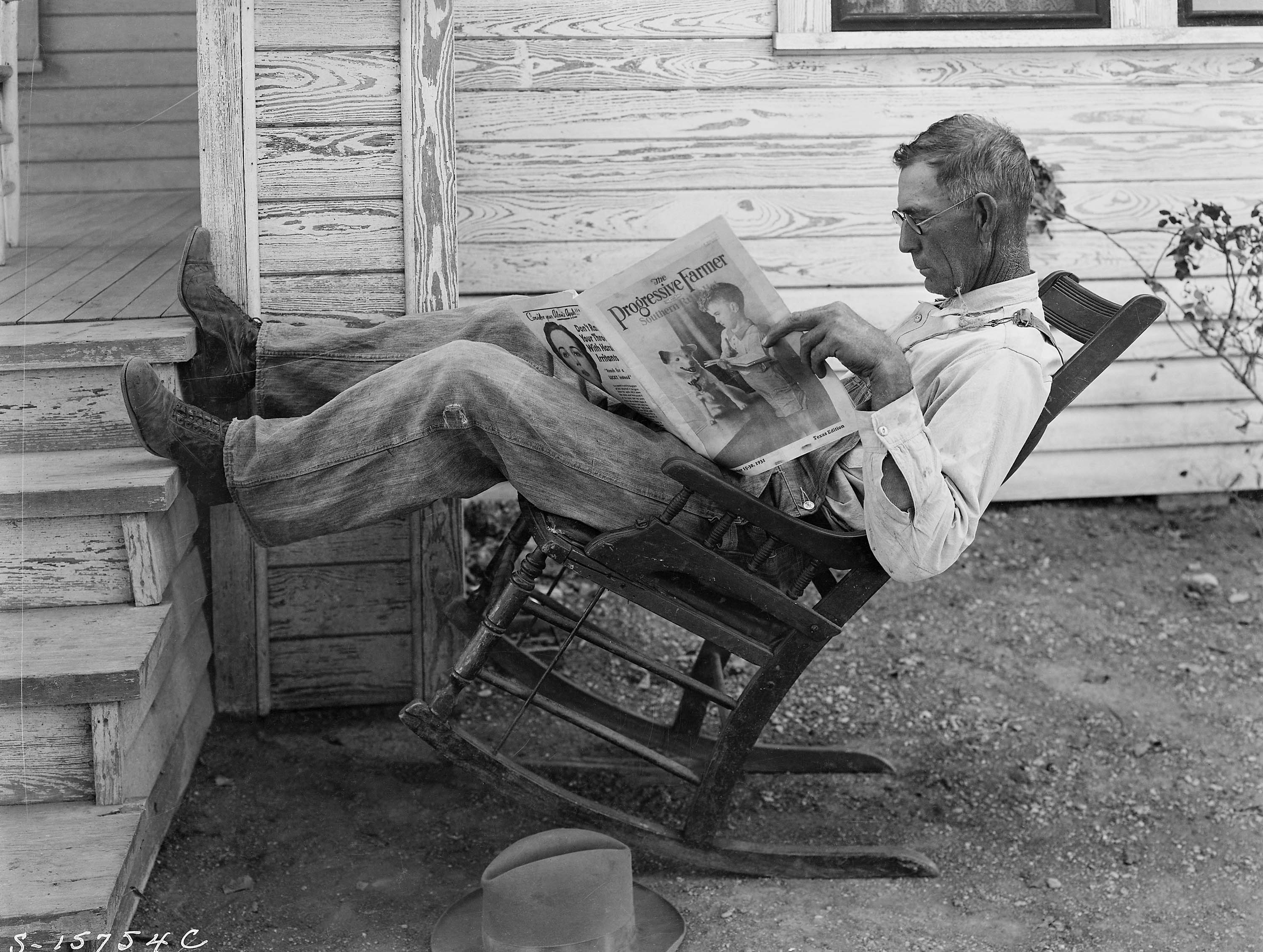
De krant lezen in een schommelstoel, Texas 1931

Een schommelstoel is een stoel waarvan de bovenkant makkelijk naar voren en naar achteren kan bewegen doordat links en rechts onder de poten twee halve bogen zijn bevestigd. 

## Geschiedenis
Waarschijnlijk ontstond de schommelstoel als aangepaste tuinstoel in Noord-Amerika rond 1725. 
Zij werden tot 1800 vooral op ambachtelijke wijze geproduceerd. Rond 1850 ontstonden modellen in metaal en rond 1860 ontstonden uitvoeringen geheel in gebogen hout (Michael Thonet).

## Uitvoeringen
De klassieke schommelstoel is een houten stoel op gebogen glijders, net als bij een hobbelpaard. 
Modernere varianten kennen constructies die de stoelen wel laten schommelen, maar zonder bewegende delen waar vingers tussen kunnen komen. Deze worden bijvoorbeeld gebruikt op een kinderdagverblijf.

## Afbeeldingen

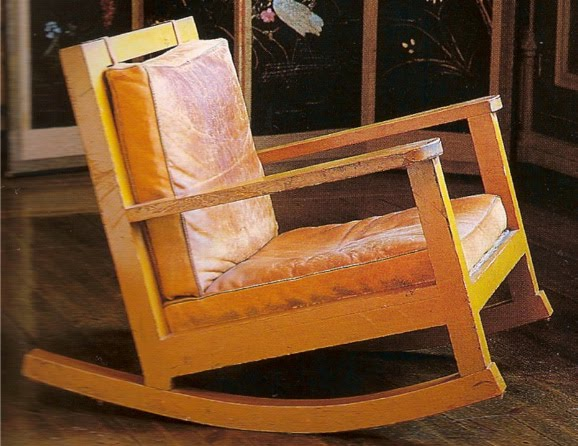
Schommelstoel door Karin Larsson-Bergöö
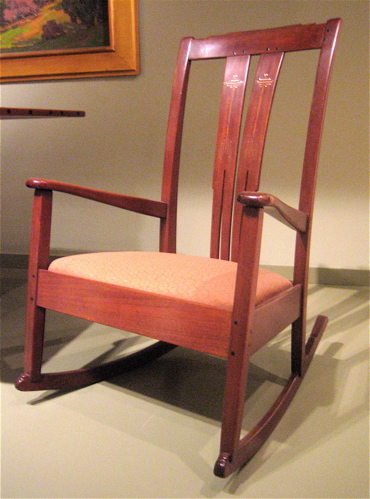
Amerikaanse schommelstoel (1907)
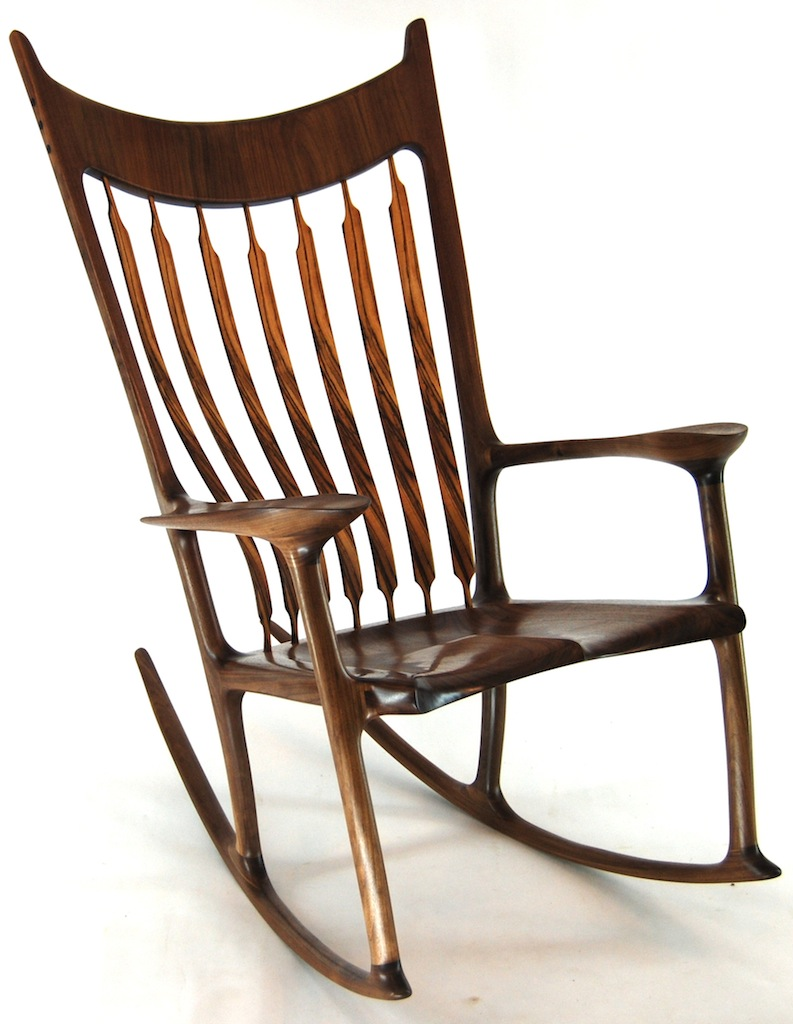
Schommelstoel in de stijl van Sam Maloof
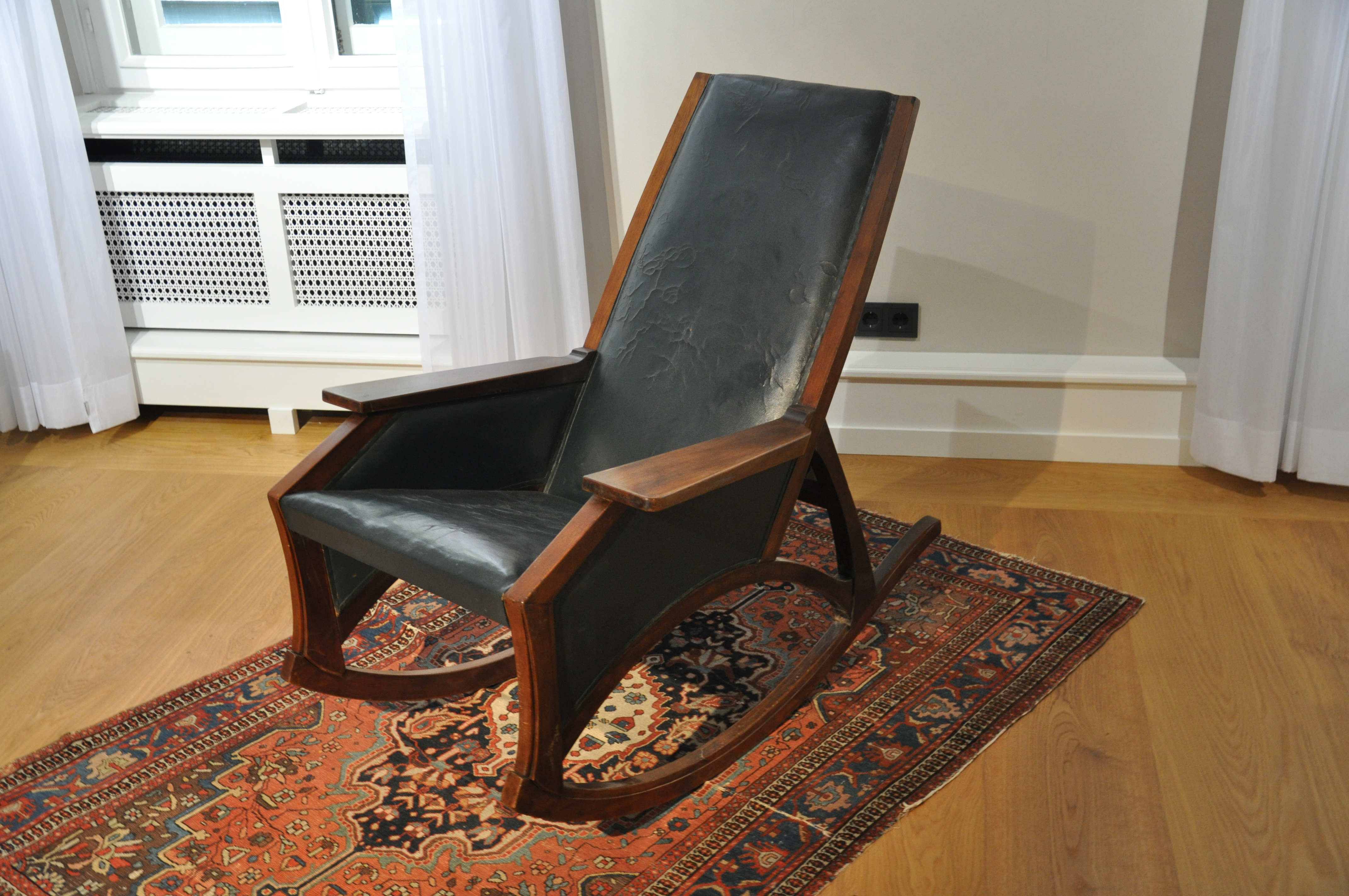
Duitse schommelstoel
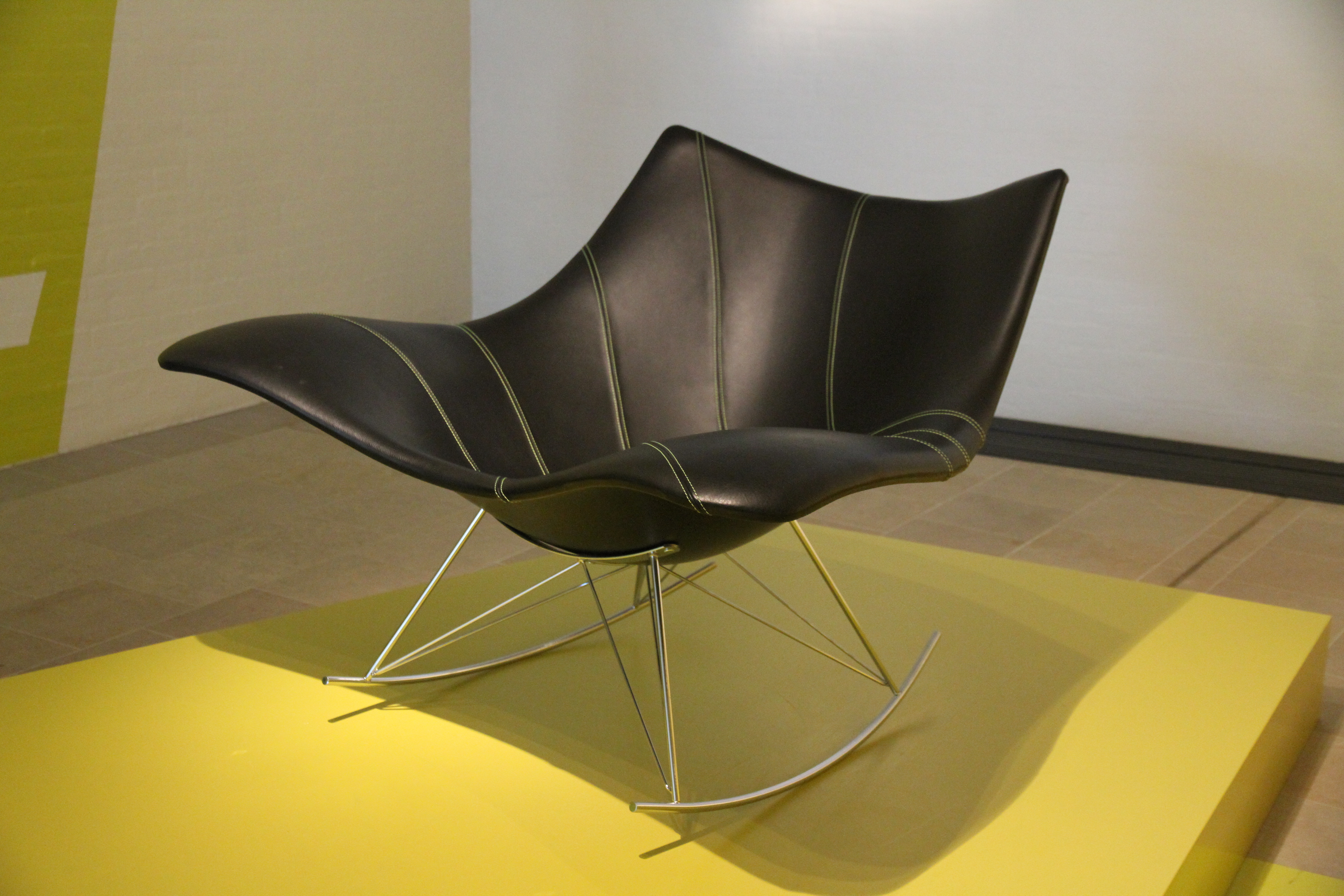
Deens ontwerp door Thomas Pedersen